# Hospital Israelita Albert Einstein
O Hospital Israelita Albert Einstein é um hospital brasileiro, localizado no distrito do Morumbi, zona sul do município de São Paulo.
Foi fundado pela comunidade judaica da cidade de São Paulo em 4 de junho de 1955. É uma das unidades de saúde mais conhecidas do Brasil pela qualidade de atendimento e pelos equipamentos e especialidades médicas de que dispõe para tratar os principais tipos de patologias. Possui um programa de assistência social na comunidade de Paraisópolis, próximo ao hospital.
Tem mais de 10 mil médicos cadastrados, sendo o hospital privado mais moderno da América Latina. Em 1999 tornou-se a primeira instituição de saúde fora dos Estados Unidos a ser reconhecida pela Joint Commission International (a certificadora de serviços de saúde mais importante do mundo).
É considerado a melhor instituição de saúde da América Latina e frequentemente listado entre os melhores e mais inteligentes do planeta, sendo classificado, em estudos da Newsweek, entre as 50 melhores instituições médicas do mundo em 2020, 2021, 2022 e 2023. Configura-se como um complexo de saúde cujo foco de atuação está nas áreas da medicina de alta complexidade. Por isto, se tornou referência na prevenção, diagnóstico e tratamento de doenças na área da cardiologia, oncologia, ortopedia, neurologia e cirurgia.

## Estrutura
A Sociedade Beneficente Israelita Brasileira Albert Einstein havia em 2010, 8.655 funcionários. Destes, aproximadamente 40% possuíam ensino superior; 68% eram mulheres e 32% homens.

### Pavilhão Vicky e Joseph Safra
- 16 andares
- 70 mil m² de área construída
- 200 novos consultórios de várias especialidades
- 20 novas salas cirúrgicas
- 41 apartamentos para internação-dia
- 1.500 vagas de estacionamento

### Responsabilidade social
- Total de 1.907 transplantes, sendo 97% feitos pelo SUS, desde 2002.

Hospital Municipal Dr. Moysés Deutsch - M'Boi Mirim, em 2010:
- 219.585 atendimentos de pronto-socorro
- 601.175 exames diagnósticos
- 16.454 internações
- 4.285 partos

### Parcerias
O Hospital Municipal Dr. Moysés Deutsch é apenas um dos muitos endereços de parcerias com a Prefeitura de São Paulo. O Einstein mantém cerca de 1.350 profissionais distribuídos em:
- 12 unidades básicas de saúde (UBS), inclusive as de Jardim Helga e Jardim das Palmas, inauguradas em 2009;
- 75 equipes de saúde da família (compostas por 75 médicos, 75 enfermeiros, 150 auxiliares e 383 agentes comunitários de saúde);
- 18 equipes de saúde bucal;
- Cinco núcleos de apoio à saúde da família;
- Quatro unidades de Assistência Médica-Ambulatorial (AMA).

### Ensino e pesquisa
- 129.757 profissionais treinados, incluindo cursos e eventos nacionais e internacionais
- 1.470 alunos matriculados nos cursos técnicos e de complementação, de graduação e de pós-graduação lato sensu.
- 380 artigos publicados em revistas científicas indexadas, dos quais 198 ocorreram em revistas com alto valor de impacto.

Pesquisa: o IIEP tem mais de 240 estudos em desenvolvimento, com investimentos de R$ 18,5 milhões, sendo R$ 5,9 milhões da Sociedade e o restante de fontes externas (agências e órgãos de fomento, doações e parcerias com o Ministério da Saúde e a indústria farmacêutica).
Cerca de 50 pesquisadores (incluindo pós-graduandos, pós-docs e pesquisadores contratados) envolvidos em mais de 100 projetos de pesquisa em andamento, nos centros de Pesquisa Clínica, Pesquisa Experimental e Instituto do Cérebro.